# Tafaia bacchusi
Tafaia bacchusi är en skalbaggsart som beskrevs av Jan Krikken 1971. Tafaia bacchusi ingår i släktet Tafaia och familjen Cetoniidae. Inga underarter finns listade i Catalogue of Life.